# Željko Petrović
Željko Petrović (* 13. listopad 1965, Nikšić) je bývalý srbský fotbalista a fotbalový trenér.

## Reprezentace
Željko Petrović odehrál 18 reprezentačních utkání. S jugoslávskou reprezentací se zúčastnil Mistrovství světa 1998.

## Statistiky
| Jugoslávie | Jugoslávie | Jugoslávie |
| Roky       | Záp.       | Góly       |
| ---------- | ---------- | ---------- |
| 1990       | 1          | 0          |
| 1991       | 1          | 0          |
| Jugoslávie |            |            |
| Roky       | Záp.       | Góly       |
| 1997       | 8          | 0          |
| 1998       | 8          | 0          |
| Celkem     | 18         | 0          |